# Але (коммуна, Швеция)
Коммуна А́ле (швед. Ale kommun) — коммуна в лене Вестра-Гёталанд. Её центр находится в городе Нёдинге-Ноль.
Коммуна Але была образована в 1974 году, когда коммуны Нёдинге, Шеппланда и Старрчерр были объединены. Новая структура получила своё название от Сотни Але, которая имела примерно такую же территорию.
Здесь построили одну из первых крытых хоккейных арен в Швеции (а затем и в мире), которая была первой в Гёталанде.

## Населенные пункты
- Нёдинге-Ноль[швед.]
- Сурте[швед.]
- Элвенген[швед.]
- Шеппланда[швед.]
- Альвхем[швед.]

## Города-побратимы
- Бертиноро, Италия
- Кауфунген, Германия